# Lantana viburnoides
Lantana viburnoides là một loài thực vật có hoa trong họ Cỏ roi ngựa. Loài này được (Forssk.) Vahl mô tả khoa học đầu tiên năm 1790.